# Вбивство Поллі Клаас
Поллі Ганна Клаас (англ. Polly Hannah Klaas, 3 січня 1981 — 1 жовтня 1993) — жертва гучного американського вбивства, що отримало національну увагу в США. 12-річна дівчинка була викрадена з власної спальні 1 жовтня 1993 року в містечку Петалума, що в Каліфорнії. Пізніше вона була знайдена задушеною. У 1996 році підозрюваний у вбивстві Річард Аллен Девіс був засуджений до смертної кари.

## Фонд Поллі Клаас
Тисячі американців, вражених цинізмом злочину, брали участь у пошуку Поллі Клаас. Уперше були застосовані інтернет-технології і багато новаторських методів, які тоді не використовували офіційні структури. Проте життя дівчинки не вдалося врятувати: спочатку було виявлене її тіло, а потім вдалося розшукати злочинця. Унаслідок цих подій люди причетні до пошуку дівчинки створити фонд її імені. Фонд Поллі Клаас за 20 років допоміг розшукати понад вісім тисяч дітей, що вважалися зниклими безвісти.

## Вайнона Райдер
Акторка Вайнона Райдер, яка в дитинстві проживала в містечку Петалума, запропонувала винагороду в розмірі 200 тисяч доларів за пошук та повернення Клаас додому. Після смерті дівчинки Райдер знялася в фільмі «Маленькі жінки», що є екранізацією однойменної книги, яка, за словами Поллі Клаас, була її улюбленою. Фільм був присвячений пам'яті померлої.

## Медіа
- У 8-му епізоді 3-го сезону телесеріалу «Цілком таємно» під назвою «Темниця» проводяться паралелі з реальним викраденням Поллі Клаас. За сценарієм головні герої розслідують справу викрадення дівчини на ім'я Еммі Якобс, яку викрав та тримає у підвалі психічно нездоровий помічник фотографа. Спочатку в сценарії Еммі було 12 років, але потім її вік був збільшений, щоб уникнути схожості на нещодавнє тоді викрадення Поллі Клаас. Прем'єра епізоду відбулася 17 листопада 1995 року.
- Випадок Поллі Клаас став темою першого епізоду кримінального серіалу від Discovery Channel під назвою «Файли ФБР». Епізод розкриває подробиці збору доказів агентством ФБР та їх полювання за злочинцем. Прем'єра епізоду відбулася 20 жовтня 1998 року[4][5][6].